# Абрамушкин, Анатолий Александрович
Анатолий Александрович Абрамушкин (28.11.1924, Владимирская область — 10.09.1979) — участник Великой Отечественной войны, командир отделения 761-го стрелкового полка. Полный кавалер ордена Славы. На момент представления к награждению орденом Славы 1-й степени — старший сержант, впоследствии — старшина.

## Биография
Родился 28 ноября 1924 года в селе Воскресенье Петушинского района Владимирской области. Окончил 7 классов.
В августе 1942 года был призван в Красную Армию. На фронте с декабря того же года. Воевал в пехоте. К лету 1944 года старший сержант Абрамушкин — помощник командира взвода 761-го стрелкового полка 317-й стрелковой дивизии.
27 июля 1944 года у села Слобода Рангунская старший сержант Абрамушкин в составе разведывательной группы скрытно пробрался во вражеское расположение. Бойцы окружили противника и внезапно открыли огонь. В результате было уничтожено 10 и захвачено в плен до взвода солдат.
Приказом от 18 августа 1944 года старший сержант Абрамушкин Анатолий Александрович награждён орденом Славы 3-й степени.
8 октября 1944 года, находясь в разведке в районе хребта Вильки Буковец, старший сержант Абрамушкин обнаружил пулемёт противника в засаде, незаметно подобрался к нему и ликвидировал расчёт. 11 октября при отражении контратаки истребил 7 вражеских солдат.
Приказом от 26 ноября 1944 года старший сержант Абрамушкин Анатолий Александрович награждён орденом Славы 2-й степени.
11 февраля 1945 года в бою за город Будапешт старший сержант Абрамушкин вместе с бойцами уничтожил свыше 10 и пленил более взвода фашистов.
Боевой путь старшина Абрамушкин закончил на Дальнем Востоке.
Указом Президиума Верховного Совета СССР от 15 мая 1946 года за образцовое выполнение заданий командования в боях с немецко-вражескими захватчиками гвардии старшина Абрамушкин Анатолий Александрович награждён орденом Славы 1-й степени. Стал полным кавалером ордена Славы.
В 1947 году старшина Абрамушкин демобилизован. Жил в городе Чайковский Пермской области. Работал на строительстве Воткинской ГЭС, завод синтетического каучука, в управлении гидромеханизации. Скончался 10 сентября 1979 года.
Награждён орденами Славы 3-х степеней, медалями.
В городе Чайковский в аллее Героев рядом с обелиском на площади Победы 8 мая 2005 года открыт бюст.